# Páez (Boyacá)

Localização de Paez no departamento de Boyacá.

Paez é um município no departamento de Boyacá, na Colômbia.